# Орден Исламской революции
Орден Исламской революции (перс. نشان عالی انقلاب اسلامی‎) — высший из почётных орденов Исламской Республики Иран, учреждённый Советом министров Ирана 21 ноября 1990 года. Согласно статье 2 «положения о награждении правительственными орденами», орден Исламской революции — награда, единожды вручаемая президенту Ирана на церемонии его инаугурации.

## Кавалеры
- Мохаммад Хатами (1997)
- Махмуд Ахмадинежад (2005)
- Хасан Рухани (2013)
- Эбрагим Раиси (2021)